# Sapromyza cyclops
Sapromyza cyclops är en tvåvingeart som beskrevs av Axel Leonard Melander 1913. Sapromyza cyclops ingår i släktet Sapromyza och familjen lövflugor. Inga underarter finns listade i Catalogue of Life.